# Чанове вилуговування

Схема чанів з перемішувальним пристроєм вертикального (а), горизонтального типу (б), пневматичного (в) типів: 1 — футерований корпус; 2 — мішалка (шнек), 3 — перфорована труба; 4 — збезводнюючий елеватор

Чанове вилуговування — вилуговування (збагачення) корисних копалин у спеціальних ємностях — чанах.

## Технологія чанового вилуговування
Чанове вилуговування застосовується для окиснених мідних руд, уранових руд, що містять золото. Відмінності чанового вилуговування від купчастого (вилуговування у купах матеріалу): Процес інтенсивніший за рахунок збільшення швидкості підведення розчинника до руди і відведення продуктів розчинення.
Можливість фільтрації розчину через руду зверху вниз, знизу вгору, горизонтально.
Можливість інтенсивного перемішування руди з розчинником.
Створення оптимальних умов для життєдіяльності бактерій (оскільки приміщення закрите).
Невеликі об'єми руди, що вилуговується.
Розрізнюють два види чанового вилуговування:
- перколяційне;

- вилуговування з перемішуванням.

Чанове вилуговування відрізняється від купчастого відсутністю аерації руди повітрям.
За способом подачі розчинника і руди, що вилуговується, виділяють: прямотечійний, протитечійний і напівпротитечійний способи вилуговування.
Для чанового вилуговування застосовують чани місткістю 5–10 тис. тонн. Довжина чана 50 м, ширина 30–33 м і глибина 5,5 м. Виготовляють чани з бетону. Внутрішню поверхню покривають асфальтом, смолою, полімерним матеріалом з метою захисту від кислоти.
Чани невеликих розмірів виготовляють з дерева і покривають кислотостійким матеріалом.
На відстані 100–200 мм від днища чана споруджують фальш-дно (ґрати). Через простір, що утворився, відводять розчин. Ґрати покривають захисною тканиною, кусковою рудою. Повний цикл (завантаження, вилуговування, промивка, вивантаження) становить 8–13 діб.
Перколяційний процес вилуговування в чанах без перемішування застосовується в основному для мідних окиснених руд. Продуктивний розчин містить 10–26 г/л міді. Мідь виділяється електролізом. Витрата кислоти 10–55 кг/т руди. Вилучення міді досягає 75–90 %.
Чановий процес з перемішуванням здійснюється в апаратах 2-х типів:
- з механічним перемішувальним пристроєм;

- з перемішуванням повітрям (пачуки).

Інтенсивність розчинення руди в чанах з перемішуванням вища, ніж у перколяторах. Схеми чанів з перемішувальним пристроєм наведені на рис.
У чанах з вертикальним перемішувальним пристроєм (а) ґвинт підіймає пульпу в середній частині, по периферії спостерігаються низхідні потоки. Відбувається активне контактування частинок з розчином. Чан служить тільки для вилуговування. Розділення твердої і рідкої фаз, відмивання твердої фази проводиться в інших апаратах.
Чан з горизонтальним перемішувальним пристроєм (б) (шнековий розчинник) обладнаний елеватором для виведення руди після вилуговування. Шнек виконує дві функції: перемішує пульпу і транспортує руду до розвантаження. Розчин для вилуговування можна подавати як прямотечійним, так і протитечійним способом.
Чан з перемішуванням стиснутим повітрям (в) (пачук) має циліндричну форму з ерліфтом по центру. Пульпа в трубі аерується і підіймається вгору. За межами труби вона опускається. Відбувається перемішування пульпи.
Чановий процес широко застосовується при збагаченні сильвінітових руд (у шнекових розчинниках).
У пачуках вилуговують переважно тонкодисперсні продукти (колективні концентрати, подрібнену уранову руду, руди, що містять золото). Ефективність підвищується при використанні бактерій.